# Monthly Big Comic Spirits
Monthly Big Comic Spirits (月刊!スピリッツ, Gekkan Biggu Komikku Supirittsu, litt. « Monthly! Spirits ») est un magazine de prépublication de mangas mensuel de type seinen publié par Shōgakukan depuis août 2009. Il s'agit d'un magazine complémentaire au Big Comic Spirits.

## Séries publiées

### Liste des séries en cours
| Titre                                                                                                 | Auteur                                              | Première publication |
| --- | --------------------------------------------------- | -------------------- |
| Jūhan Shuttai! (重版出来!)                                                                            | Naoko Matsuda                                       | septembre 2012       |
| Oyasumi Karasu Mata Kite ne. (おやすみカラスまた来てね)                                               | Ryō Ikuemi                                          | août 2014            |
| Eizôken !! Pas touche à nos animés ! (映像研には手を出すな!)                                          | Sumito Ōwara                                        | juillet 2016         |
| Hen na Mono Mikke! (へんなものみっけ!)                                                                | Tomo Sawara                                         | septembre 2016       |
| Uchū Meshi ! (宇宙めし!)                                                                              | Natsuo Hinata                                       | novembre 2018        |
| Mikazuki no Dragon (三日月のドラゴン)                                                                 | Kenichirō Nagao                                     | janvier 2019         |
| Planet Girl (プラネットガール)                                                                        | Hibi Ōishi                                          | mai 2019             |
| Kokoro no Nurse Yoruno-san (こころのナース夜野さん)                                                   | Midori Mizutani                                     | juin 2019            |
| Naori wa Shinaiga, Mashi ni naru (なおりはしないが、ましになる)                                       | Kaoru Curry Zawa                                    | novembre 2019        |
| Eiichi (栄一 〜渋沢栄一伝〜)                                                                          | Midori Machida                                      | juin 2020            |
| Shohōsen-jou no Aria (処方箋上のアリア)                                                               | Erika Miura                                         | août 2020            |
| Kojiki (Chuukara) (古事記（中辛）)                                                                    | Ukitsu                                              | août 2020            |
| Kurukuru Kuruma Mimura Pan (くるくるくるまミムラパン)                                                 | Aoi Sekino                                          | décembre 2020        |
| Snowball Earth (スノウボールアース)                                                                   | Yūhurō Tsujitsugu                                   | janvier 2021         |
| New Normal Sex (ニューノーマル・セックス)                                                             | Ringo Manda                                         | mars 2021            |
| Yasuke (YASUKE)                                                                                       | Satoshi Okunishi (dessin), Thomas LeSean (scénario) | juillet 2021         |
| Ansatsu Kōkyū ~Ansatsu Nyokan Karin wa Yuttari Ikitai~ (暗殺後宮〜暗殺女官・花鈴はゆったり生きたい〜) | Tabasa Iori                                         | août 2021            |
| Aisuru Anata to Koisuru Kimi ga (愛するあなたと恋するきみが)                                          | Mashimi Mori                                        | août 2021            |